# Alte Kirchhöfe und Grabsteine in Hürth

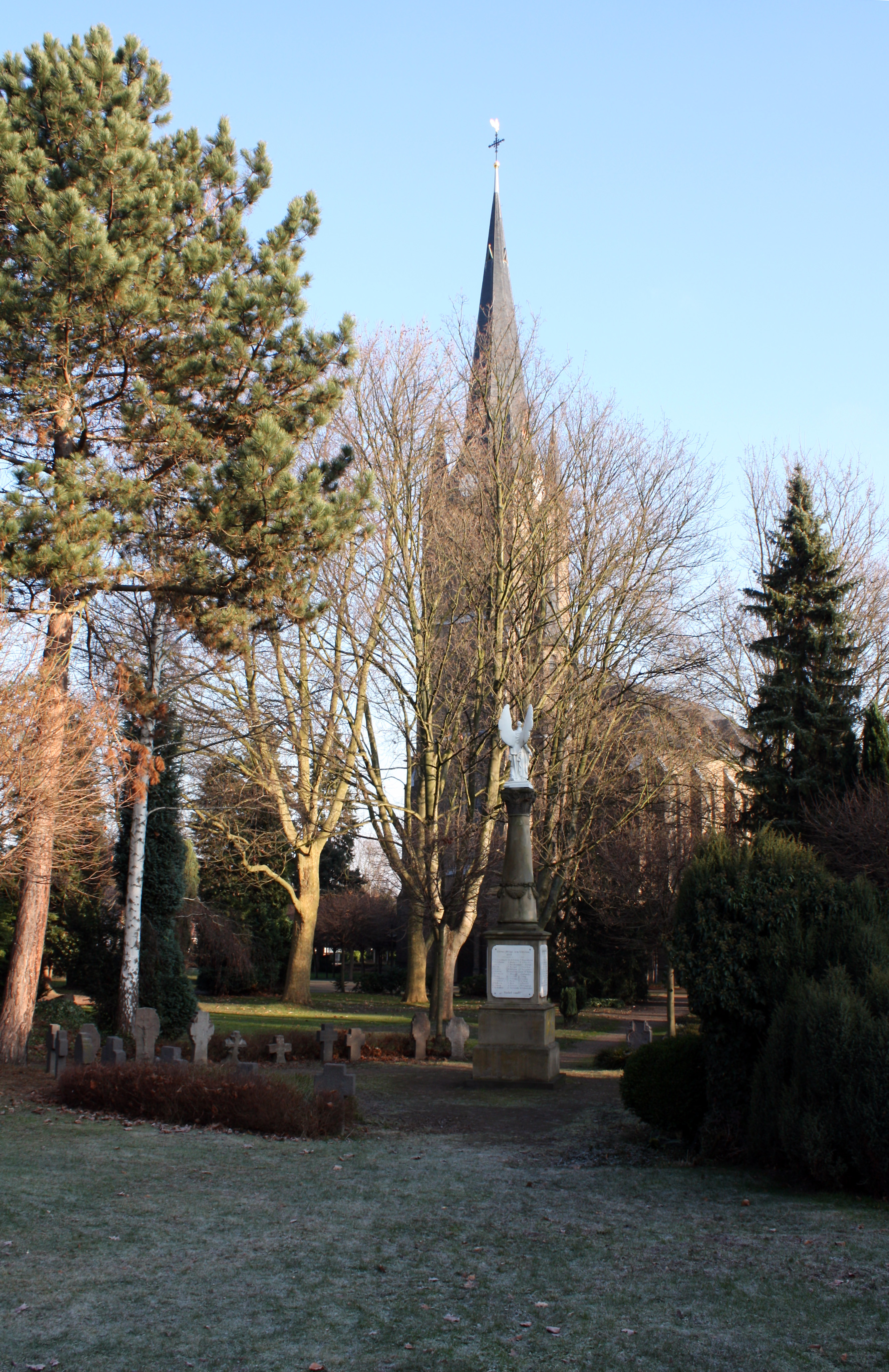
Alter Kirchhof an Sankt Dionysius, Gleuel

In den kleinen Ortschaften der heutigen Stadt Hürth gehörte ein die Kirche umgebender oder sich ihr unmittelbar anschließender Kirchhof mit seinen Grabkreuzen zum Ortsbild. Wie in den meisten ländlichen Gebieten wurde in den Hürther Orten bis zu der Neuregelung des Bestattungswesens durch eine neue Rechtsverordnung (Allgemeines Landrecht für die Preußischen Staaten, § 184) im Jahr 1794 der Gottesacker an der Kirche weiter genutzt.
Im Gegensatz dazu ging man in den schnell anwachsenden, mittleren und großen Städten des Umlandes dazu über, aus präventiven Gründen (Seuchengefahr) und um innerörtlichem Platzmangel zu begegnen, zentrale Friedhöfe am Stadtrand neu anzulegen.

## Kirchhöfe und alte Grabmale
Bei einigen der Hürther Kirchen sind noch heute Reste dieser alten Begräbnisstätten erhalten, so an der Südseite der Kirche St. Katharina in Alt-Hürth, an der Westseite der St.-Dionysius-Kirche in Gleuel, auf kleinen Flächen an der West- und Ostseite der St. Johann Baptist in Kendenich sowie an der Nord- und Südseite von St. Martin auf dem Kirchberg in Fischenich.

### Alstädten-Burbach

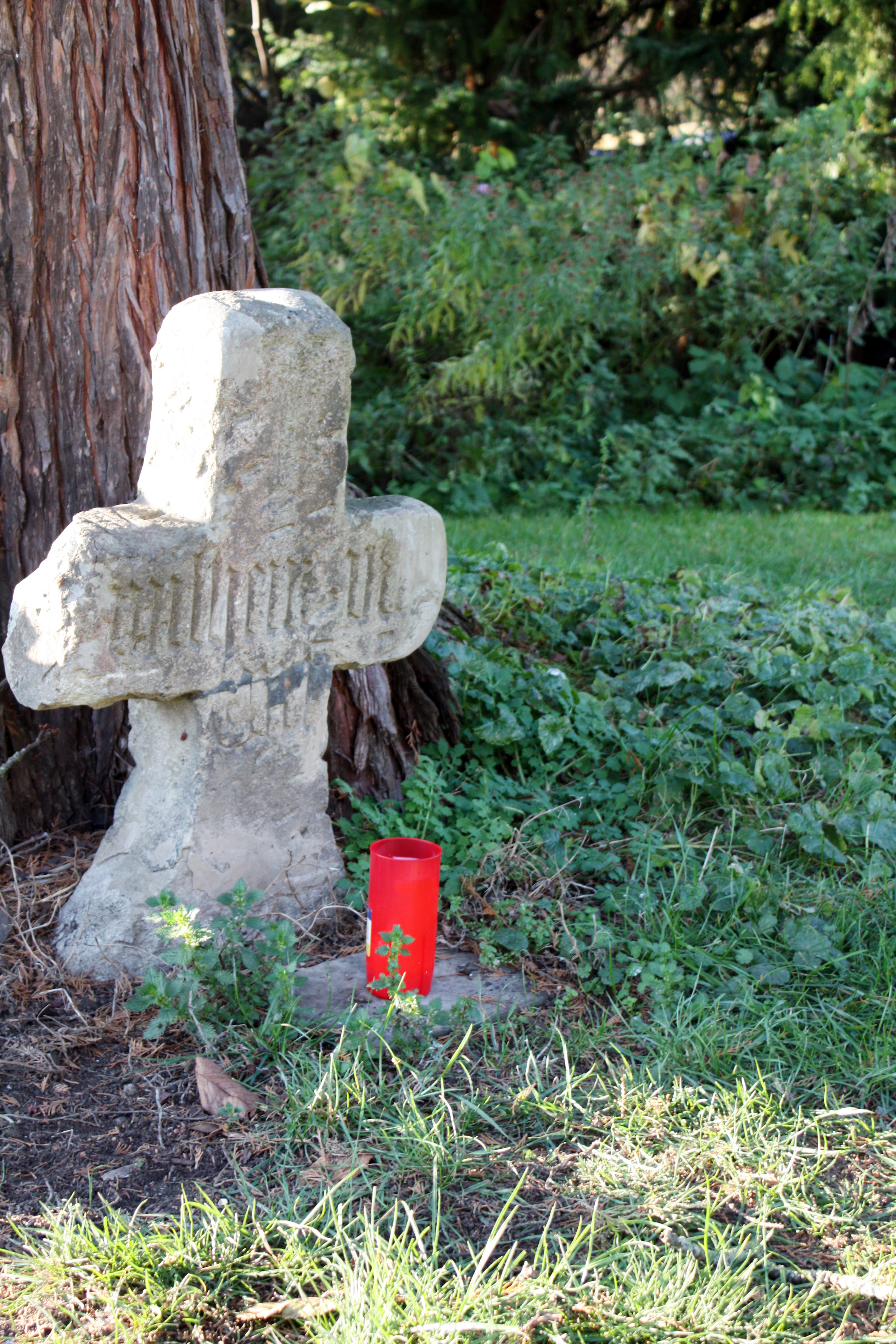
Grabkreuz, ehemaliges Kloster Marienborn

Das ehemalige oberhalb des Ortes gelegene Kloster Marienborn gründete sich bereits 1233. Neben einem einsamen Grabkreuz auf dem alten Klostergelände erinnert eine sich jetzt in Gleuel befindliche Grabplatte aus Trachyt an die Schwestern des Zisterzienserinnen-Klosters. Die Platte aus dem Jahr 1577 hat folgende Inschrift:
 Anno 1577 den 16. dachs noue (bris) starff die Geistliche suister Catharina vo(n) Polhem deisses co(n)nent(s) ein suister de(r) got genade.

### Alt-Hürth

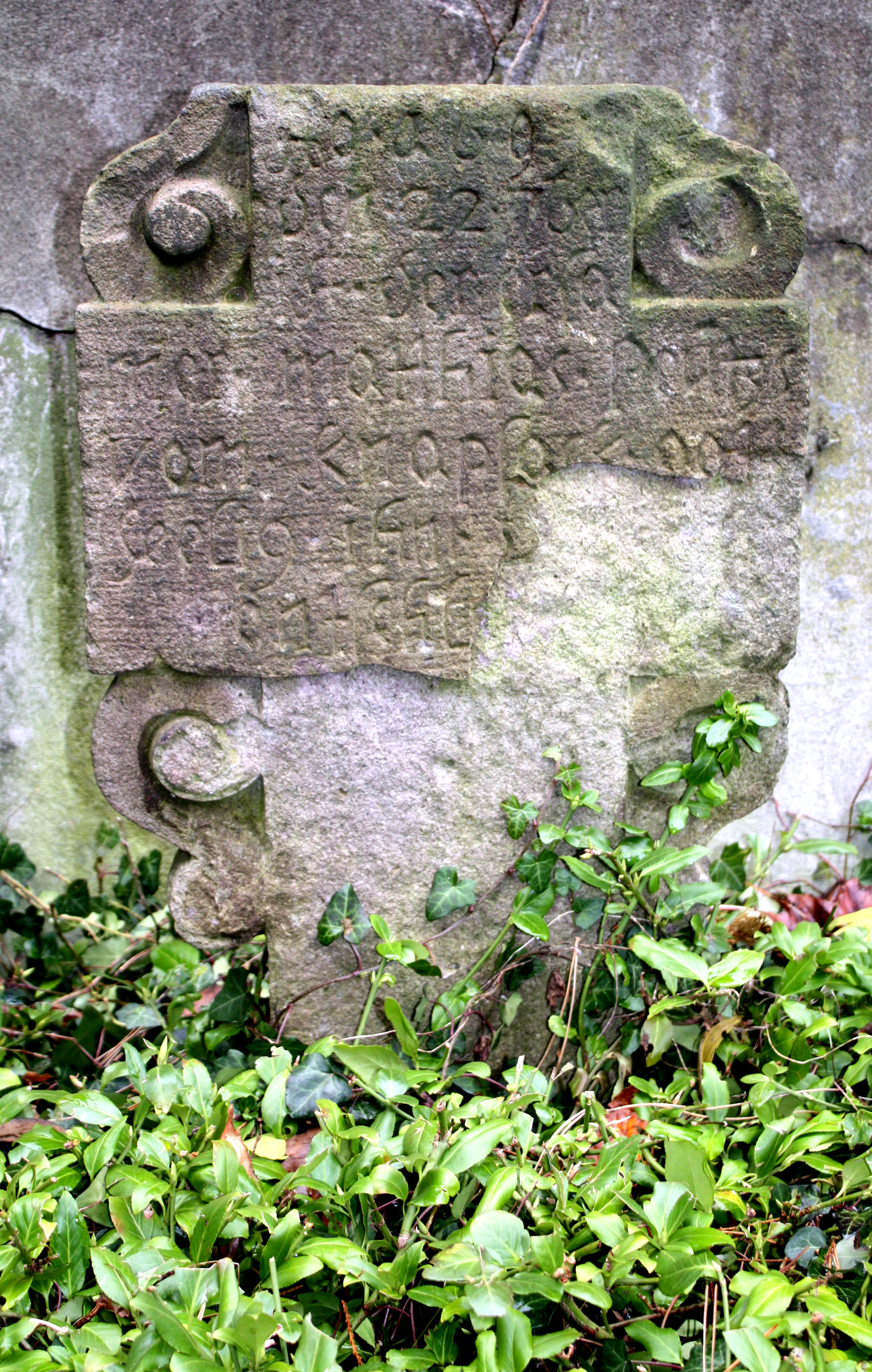
Grabkreuz des „Theiß Pütz“ von 1694

Noch im 18. Jahrhundert wurden die Angehörigen der herrschaftlichen Hürther Familie „von Harff“ in einer Gruft vor dem Hochaltar der Kirche bestattet. Andere Gemeindemitglieder fanden auf dem Kirchhof ihre letzte Ruhe. Dieses Gelände war von jeher im Besitz der Kirche. 1866 wurde der alte Kirchhof durch einen Teil, des durch die Christengemeinde erworbenen Burggartens der ehemaligen Burg, erweitert.
Das Gelände des ehemaligen Kirchhofs, zwischen der alten und der neuen Kirche in Alt-Hürth, wurde durch die Stadtverwaltung zu einer kleinen Grünanlage umgestaltet. Dort sind in lockerer Anordnung Grabkreuze des 17. und 18. Jahrhunderts aufgestellt. Die Materialien dieser im Lauf der Zeit stark durch Emissionen beeinträchtigten Grabsteine bestehen aus Basalt, Dolomit, Trachyt und Kalkstein. Eine dieser Stelen berichtet von einem Verstorbenen, der als einer der ersten namentlich bekannten Ansiedler des Hürther Stadtteiles Knapsack gilt. Es handelt sich um einen Stein aus dem Jahr 1694.
Die Inschrift des Steines:
A D 169(4) den 22. 7ber ist der ersamer Matthias Peutzs vom Knapsack gott seelig ihm herren entschlaffen Amen.
Die zugehörige Kirchenbucheintragung lautet:
Ao 1694, 25. Septembris Theiß Pütz auf dem Knabsack. Ein weiteres altes Grabkreuz des alten Kirchhofes (1600) ist ein heute eingemauertes Basaltkreuz in der Leibung des Türeingangs zum Gebäude des katholischen Kindergartens neben der Kirche.

### Efferen

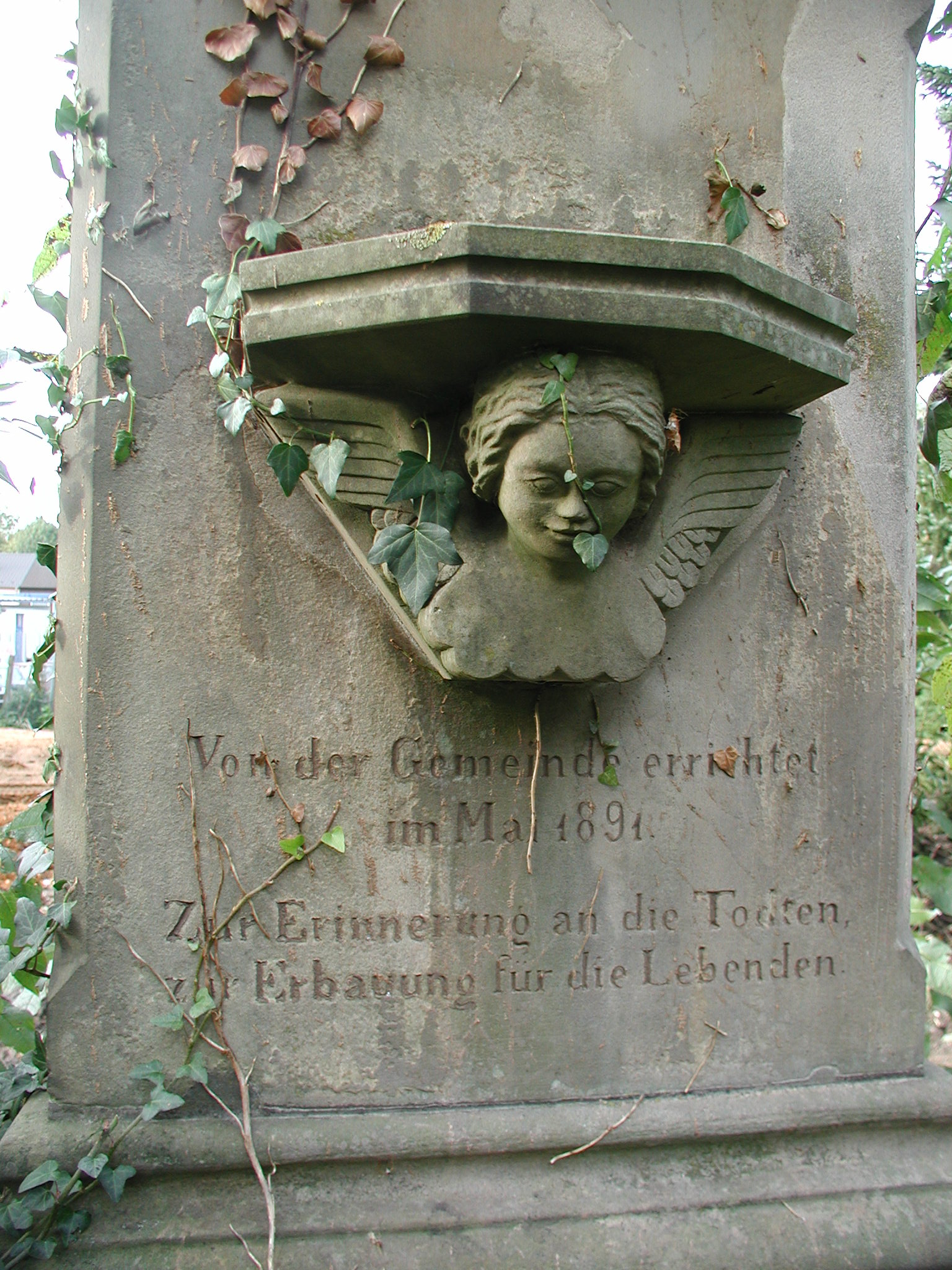
Alter Kirchhof Klosterstraße

Der Vorgängerbau der heutigen Pfarrkirche St. Mariä Geburt befand sich auf der östlichen Seite der Kaulardstraße in Efferen. Der alte, in reduzierter Fläche erhaltene Kirchhof, an der in der Kaulardstraße mündenden Klosterstraße, dürfte ehemals dem Kirchengelände angehört haben. Die Zerstörungen des letzten Weltkrieges trafen offenbar nicht nur die alte Kirche, denn im Gegensatz zu anderen erhaltenen Grabstätten an Ortskirchen werden in Efferen keine weit in die Geschichte reichenden Grabmale (außer einer röm. Grabkammer) erwähnt.
In der ehemals zur Bürgermeisterei Efferen gehörenden Gemeinde Kriel, wurde der den uralten Kirchhof am Krieler Dömchen ersetzende, neue „Decksteiner Friedhof“ (1869 bis 1917) von der Gemeinde Efferen errichtet.

### Fischenich

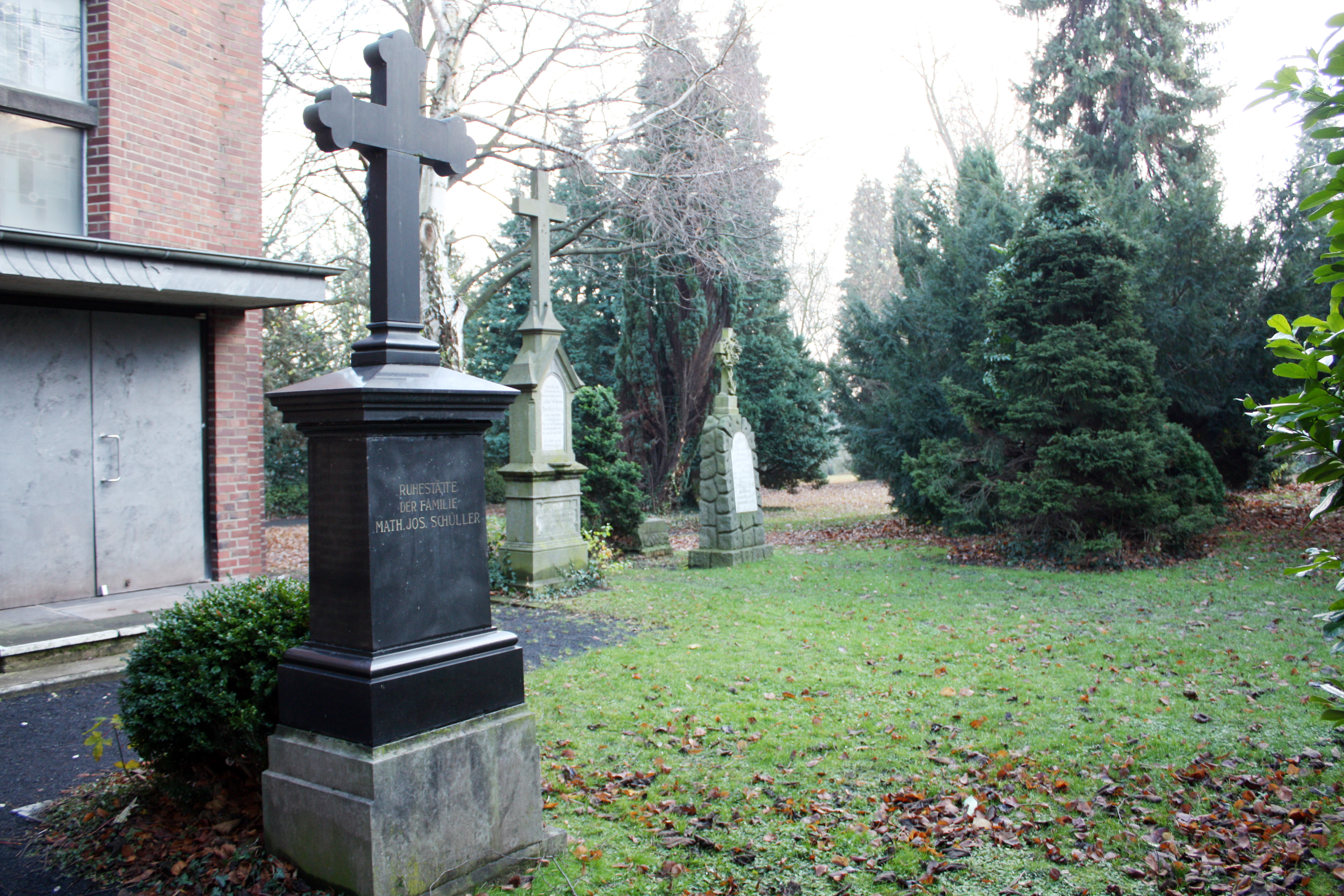
Kirchhof Fischenich

Der alte Fischenicher Kirchhof umschloss den Kirchenbau noch 1840 bis auf die Ostseite. Seine letzte Erweiterung erfolgte im Jahr 1842, als die damalige Besitzerin des Fronhofes zu einem Kaufpreis vom 100 Talern einen Teil ihres als Weinberg genutzten Geländes an die Kirche verkaufte. Zusätzlich akzeptierte man ihre an den Verkauf geknüpfte Bedingung, ihr, solange sie in Fischenich ansässig sei, einen nur von ihr zu nutzenden Stuhl zu reservieren.
An der Nordseite der im Jahr 1890 abgebrochenen alten Kirche soll unter der als „Marienchörchen“ bezeichneten damaligen Nordkonche eine Gruft freigelegt worden sein, in der in früherer Zeit die Ritter von Fischenich bestattet wurden.

### Gleuel

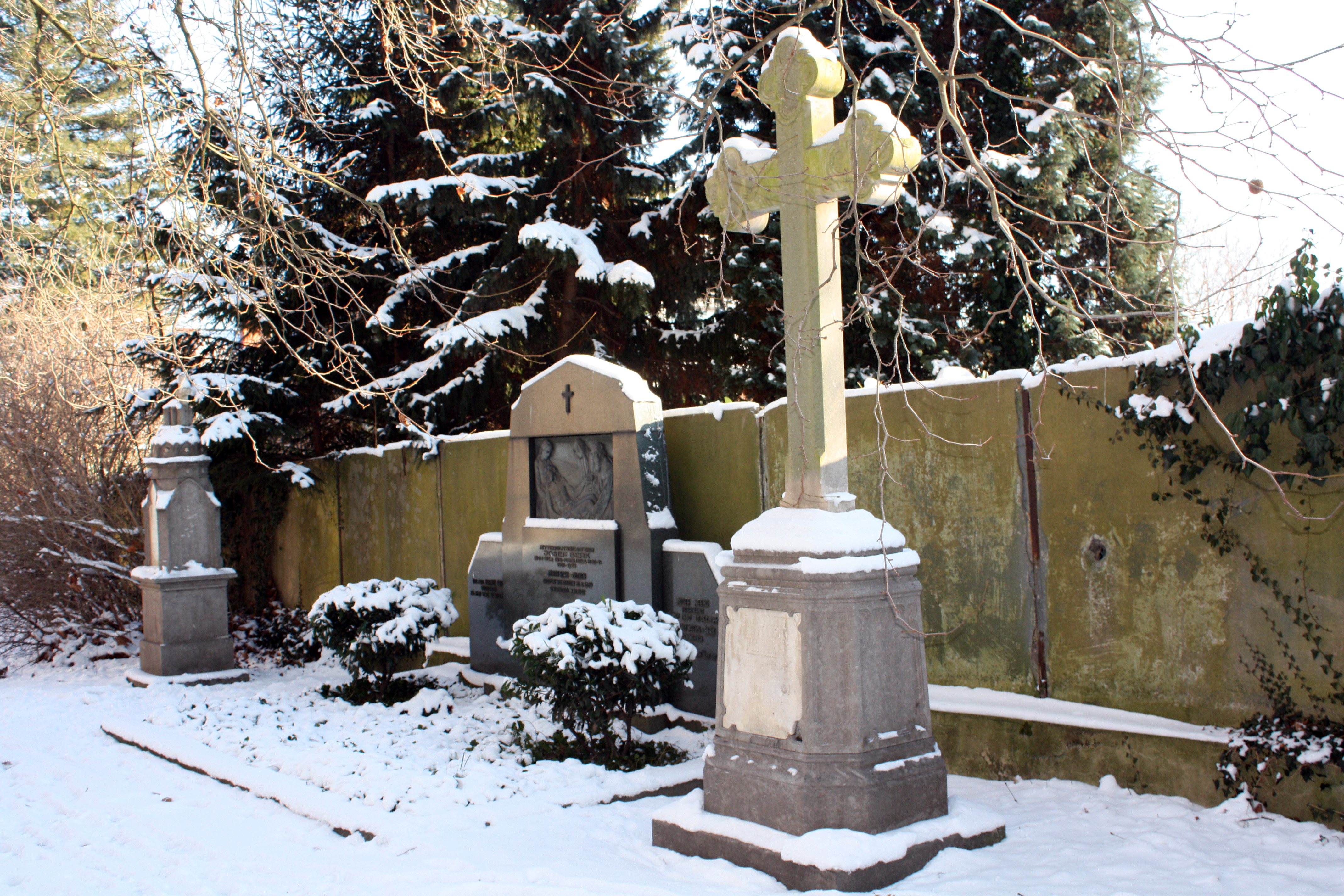
Grablage von Burgbesitzern jüngerer Zeit

Die alte, wahrscheinlich im 11. Jahrhundert erbaute Kirche des Ortes war ein in romanischem Stil errichtetes Bauwerk. Ihr Langschiff schloss mit einer gewölbten halbrunden Apsis des Chores. Neben dieser befand sich die Sakristei, unter der sich eine Krypta befand. Auch in Gleuel hatte der Adel das Privileg, so nahe wie möglich zum Allerheiligsten beigesetzt zu werden. Wahrscheinlich wurden seit Bestehen der Kirche die „von Gleuel“, die „Schall von Bell“ und die folgenden Adelsfamilien, wie auch Ferdinand von Kollen (Cöln), Herr zu Gleuel und zweimaliger Bürgermeister Kölns, in dieser beigesetzt. Ferdinand starb 1685 auf der Burg und wurde am 11. Oktober des gleichen Jahres in der Kirche St. Dionysius, wahrscheinlich unter dem Chor bestattet. Nachfolger der oben angeführten Familien sowie Verstorbene des geistlichen Standes der Gemeinde wurden in preußischer Zeit, wie schon zuvor alle anderen Bürger katholischer Konfession, auf dem Kirchhof beigesetzt. Die alte Begräbnisstätte an der Pfarrkirche des Stadtteiles ist von ihrer Fläche und der Anzahl der erhaltenen Grabmale die größte in der Stadt Hürth.

### Hermülheim

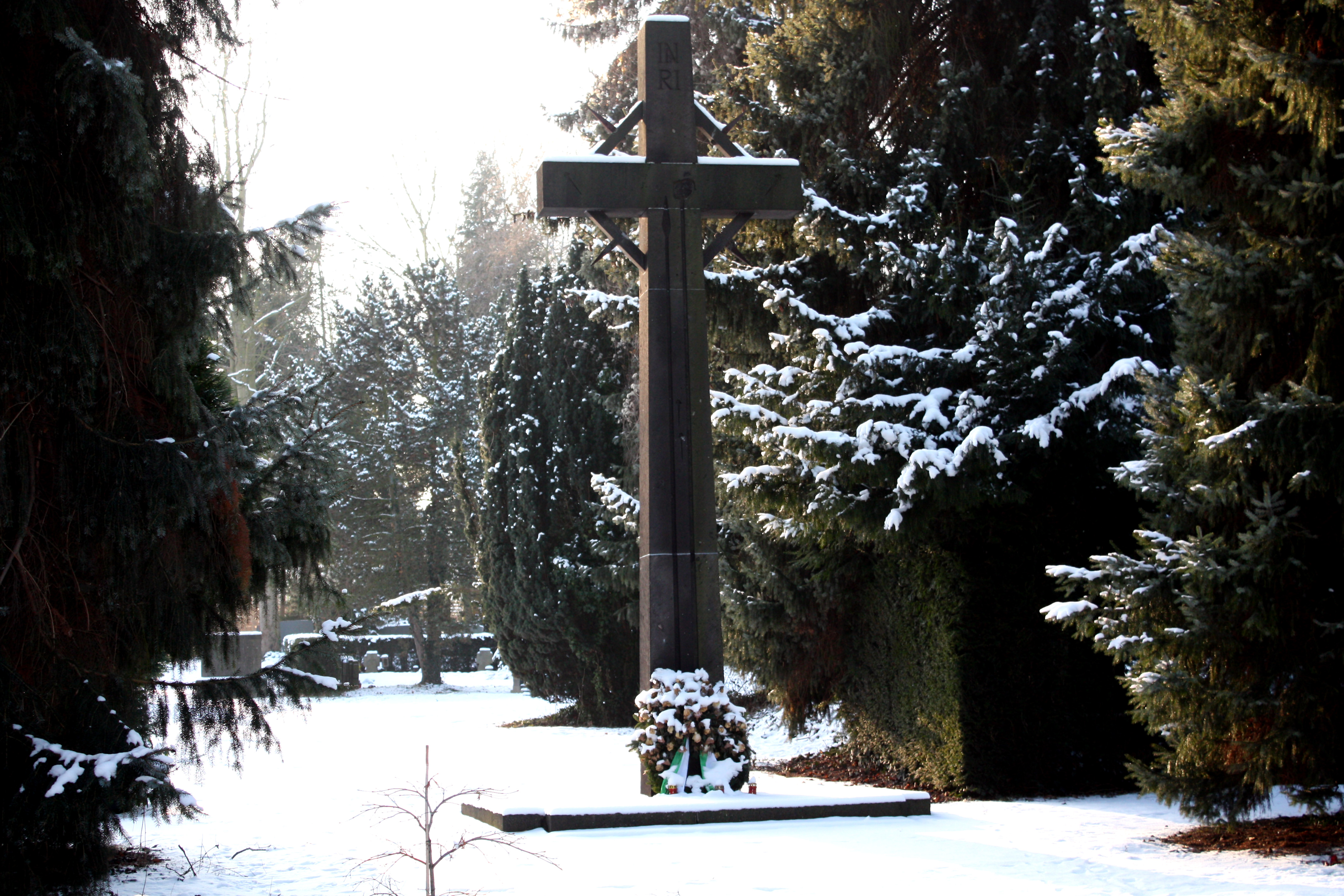
Aufgehobener alter Friedhof Bonnstraße

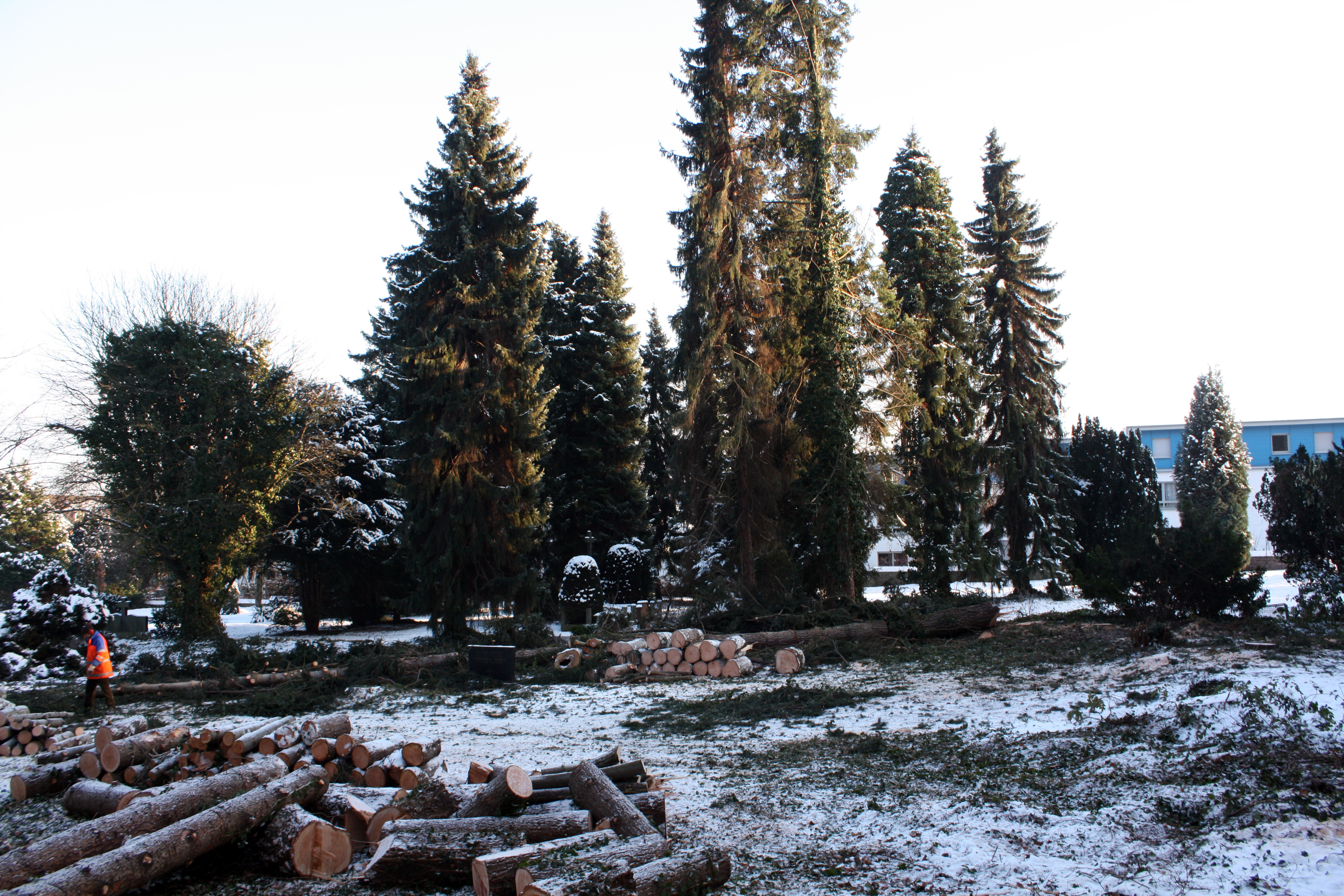
2008, Umgestaltung in ein Parkgelände

An der Stelle, an der sich aus einer Eigenkapelle eines fränkischen Salhofbesitzers eine kleine Kirche entwickelt hatte, errichtete der Deutsche Orden zwischen 1264 und 1292 eine einschiffige Kirche in romanischem Stil. An der nur von einem Wassergraben getrennten und vor der ehemaligen Burg des Ortes gelegenen Kirche befand sich auch der alte Kirchhof Hermülheims. Beide Einrichtungen dienten den Hermülheimern (mit den Bewohnern des Weilers „Pesch“ und denen des „Villehauses“) über einen Zeitraum von 600 Jahren. Dort vor der Burg besuchten sie ihr Gotteshaus und bestatteten neben diesem ihre verstorbenen Angehörigen. In seinen Ausführungen zur Geschichte der Hermülheimer Kirche schreibt „Rosellen“ abschließend:
 Der Kirchhof umschließt von allen Seiten die alte Kirche. Derselbe war seit uralten Zeiten Annexum der letzteren. Nur ein kleiner Theil wurde 1862 zur Vergrößerung desselben von der Clvilgemeinde beschafft.
So wie der alte Kirchhof an der ehemaligen Burg der Geschichte angehört und zum heutigen Burgpark wurde, ergeht es zur Zeit seinem vor längerer Zeit stillgelegten Nachfolger an der Bonnstraße. Er wird zu einer weiteren Grünanlage des Ortes umgestaltet.

### Kendenich

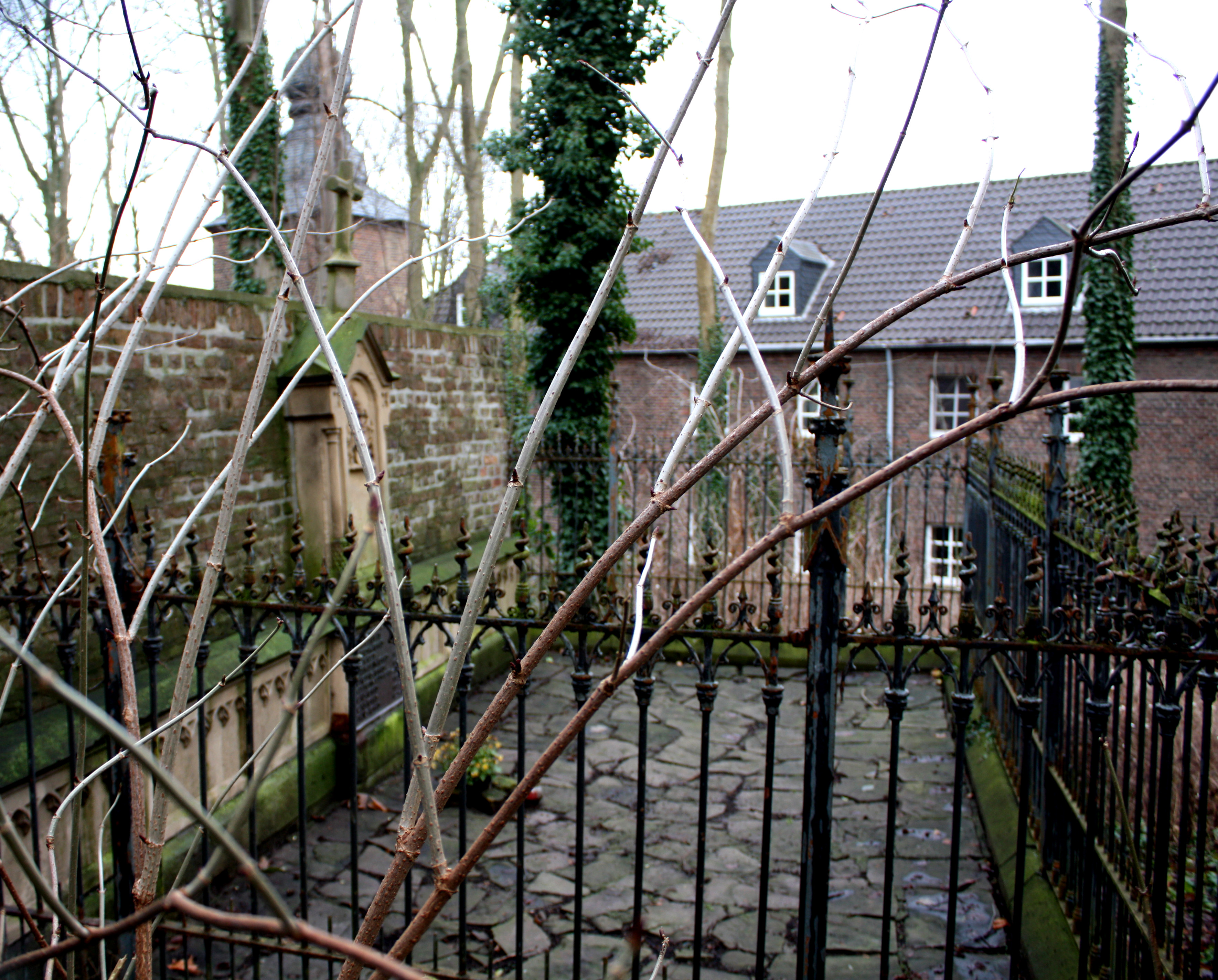
Familiengrab v. Kempis, v. Groote, an der alten Kirchhofmauer

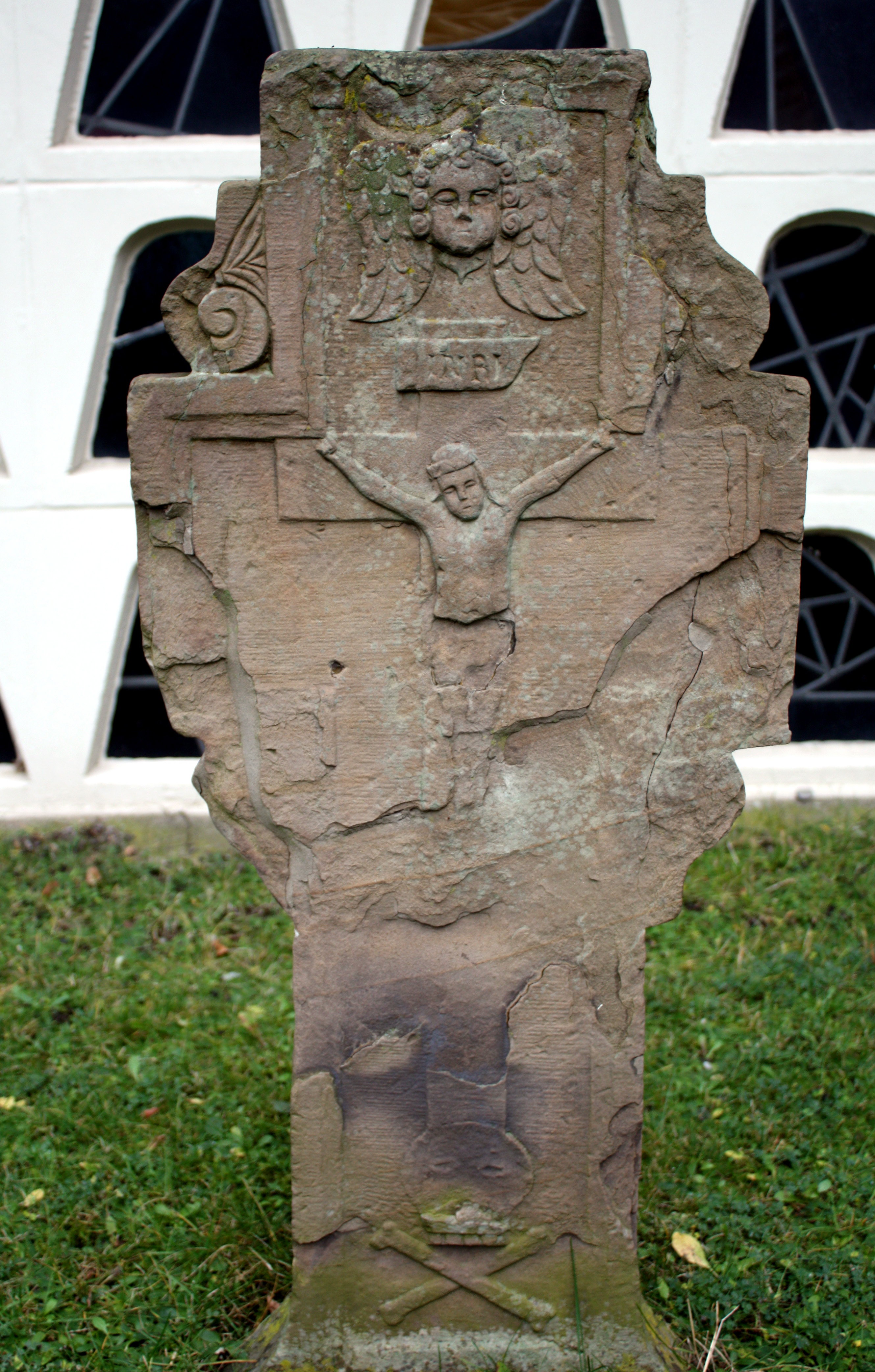
Grabkreuz (17./18. Jh.)

Auch die adelige Kendenicher „Herrschaft“ wurde lange nebst den verstorbenen des geistlichen Standes innerhalb der Kirche bestattet. Später fand die Bestattung auch dieser Personen ebenfalls auf dem Kirchhof statt. Ihre Bedeutsamkeit hob sich jedoch oftmals durch eine prachtvoll gestaltete Grablage von den Gräbern anderer Verstorbener ab.
Die von einem Gitter eingefasste Grabstätte einiger Angehöriger der Familien von Kempis und von Groote befindet sich nordöstlich der Kirche an der alten Kirchhofmauer. Sehenswürdig sind neun verbliebene Grabkreuze des 17. Jahrhunderts an der Westseite des Kirchenschiffes. Davon sind fünf aus Trachyt-, zwei aus Basalt- sowie jeweils eines aus Sandstein und eines aus weißem Marmor geschaffen worden.
Der Ort Kalscheuren bestand bis in die zweite Hälfte des 19. Jahrhunderts nur aus dem Kalscheurer Hof und gehörte bis ins Jahr 1930 zur Pfarrei Kendenich, daher ist es wahrscheinlich, dass die Bewohner des Hofes und der späteren Ansiedlung auf dem dortigen Kirchhof bestattet wurden.

### Stotzheim

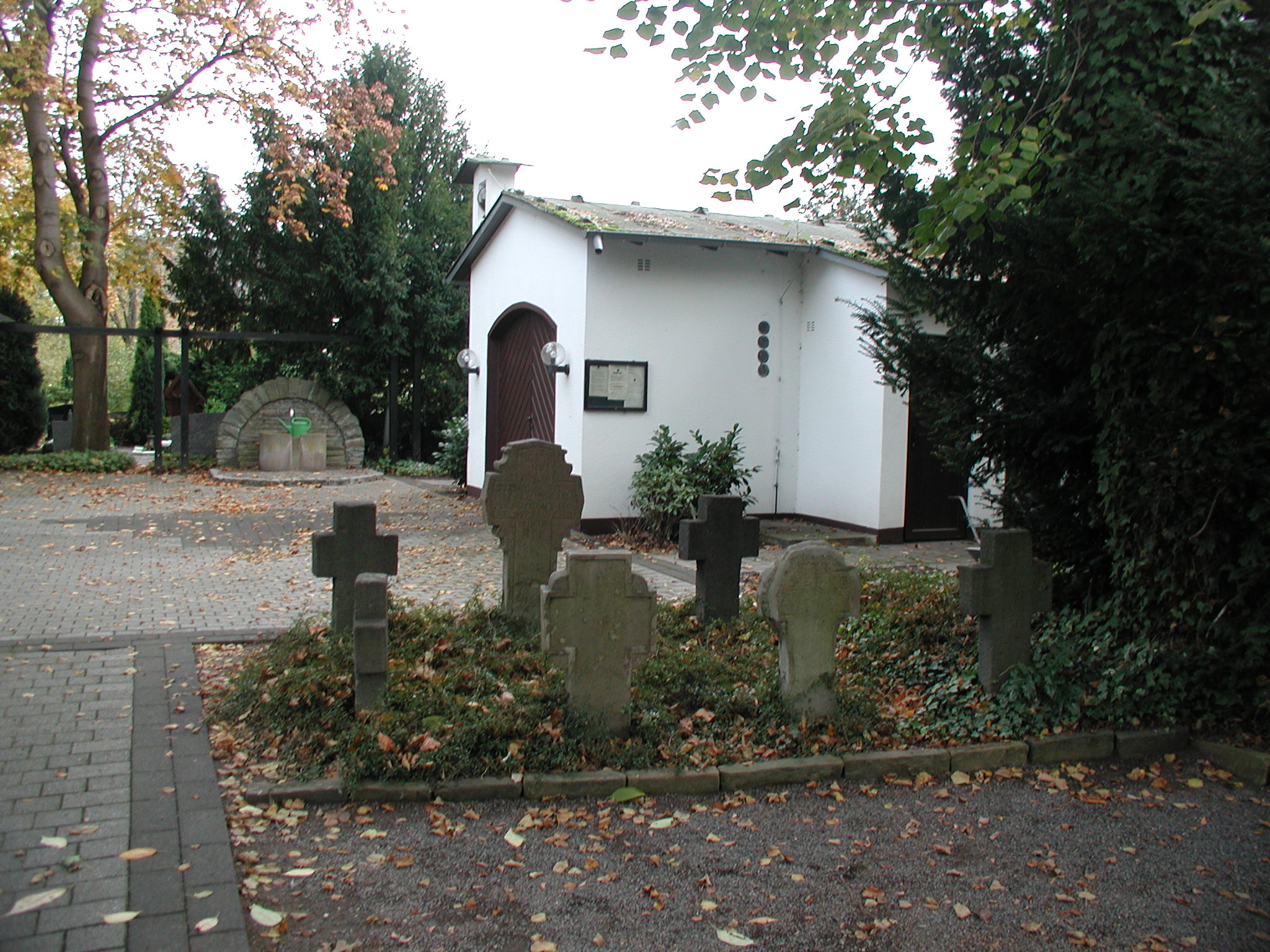
Umgesetzte Grabsteine

Der Stotzheimer Kirchengemeinde stand für ihren Gottesdienst über einen langen Zeitraum nur eine kleine, von dem Gottesacker umgebene, Kapelle zur Verfügung. Erst mit den größeren Nachfolgebauten, der ersten 1778 errichteten St. Brictius-Kirche, sowie infolge der neuen gesetzlichen Bestimmungen wurde der Kirchhof nicht mehr genutzt und ein neuer Friedhof am westlichen Ortsrand eingerichtet. Auch die erhaltenen uralten neun Grabkreuze wurden von ihrem angestammten Platz entfernt und an der kleinen Trauerhalle des neuen Friedhofes wieder aufgestellt. Von den Grabsteinen, deren lesbarer ältester das Todesjahr des „Paul Tolch“, eines „Küchenhalfen“, mit dem Jahr 1524 aufweist, sind acht aus Basalt und einer aus Trachytgestein des Drachenfelses. Überwiegend sind es Grabmale der einst vermögenden Pächter der fünf großen Stotzheimer Höfe, Schlebuschhof, Küchenhof, Hospitalhof, Abtshof und Villenhof.